# ویلهلم فیلشنر
ویلهلم فیلشنر (آلمانی: Wilhelm Filchner؛ ۱۳ سپتامبر ۱۸۷۷ – ۷ مهٔ ۱۹۵۷) یک جهانگرد و مکتشف اهل آلمان بود.